# Gnetum

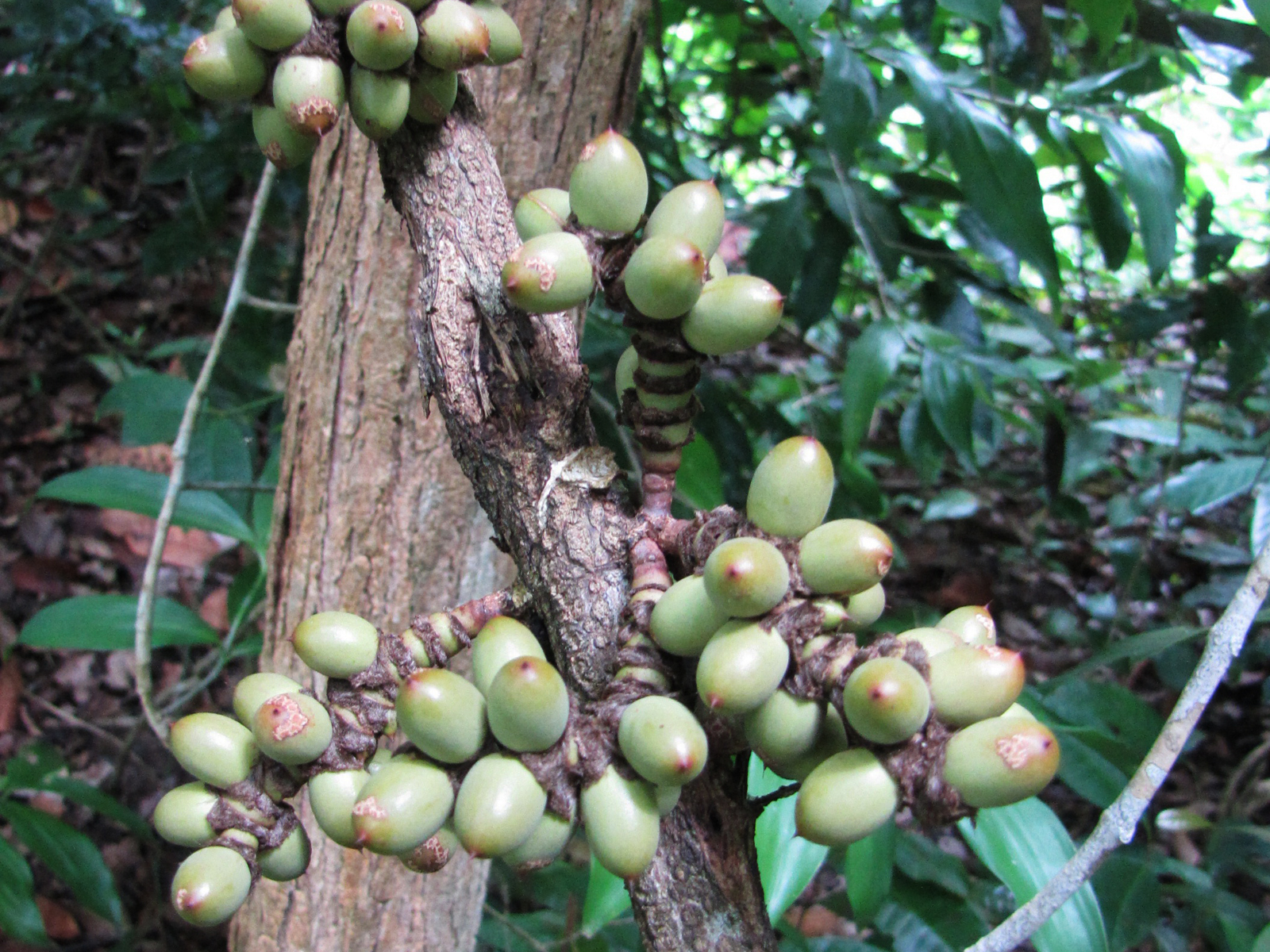
Gnetum macrostachyum na Tailândia.

Gnetum é um género de plantas lenhosas de ambiente tropical pertencente à família Gnetaceae da ordem Gnetales com distribuição natural no Sudeste Asiático, África Ocidental, Fiji e no Norte da América do Sul. A espécie mais conhecida deste género é o Gnetum gnemon, uma árvore típica da Malásia e Indonésia, cujas sementes são utilizadas para cozinhar uma especialidade característica chamada kerepok.

## Descrição
Gnetum é um género de gimnospérmicas, o único género extante da família Gnetaceae dentro do grupo Gnetophyta. São espécies tropicais perenifólias, maioritariamente trepadeiras ou lianas lenhosas, mas também pequenas árvores ou arbustos. Ao contrário de outras gimnospérmicas, possuem elementos de vaso no xilema. Algumas espécies têm sido propostas como tendo sido as primeiras plantas a serem polinizadas por insectos, uma vez que os seus fósseis ocorrem em associação com espécies extintas de moscas-escorpião (Mecoptera). São plantas dióicas ou monóicas.
As filogenias moleculares baseadas em sequências nucleares e plastidiais da maioria das espécies indicam hibridação entre algumas das espécies do Sudeste Asiático. Os relógios moleculares calibrados por fósseis sugerem que as linhagens de Gnetum atualmente encontradas em África, América do Sul e Sudeste Asiático são o resultado de uma antiga dispersão de longa distância através da água do mar.
As folhas são elípticas, ricas em compostos bioactivos, como os flavonoides e os estilbenos. Das espécies estudadas até à data, a Gnetum tem capacidades fotossintéticas e de transpiração consideravelmente inferiores às de outras plantas com sementes, devido à ausência de múltiplos genes de cloroplastos essenciais para a fotossíntese, uma caraterística que parecem partilhar com os outros membros vivos das Gnetophyta, os géneros Ephedra e Welwitschia, bem como a generalidade das coníferas.

## Filogenia e taxonomia
O género Gnetum foi estabelecido em 1767 por Carl von Linné. Sinónimos de Gnetum L. são Gnemon Rumph. ex Kuntze nom. illeg., Thoa Aubl., Abutua Lour., Arthostema Neck. O género tem uma distribuição puramente tropical, com espécies no Neotropis, África Ocidental, Índia e do Sudeste Asiático até Fiji.
O género Gnetum está dividido em duas secções e quatro subsecções. Existem 30 a 40 espécies; as árvores filogenéticas de genética molecular já incluem a maioria destas espécies. As seguintes espécies de Gnetum são consideradas como validamente descritas:
- Gnetum interruptum Biye
- Gnetum latispicum Biye
- Gnetum sect. Gnetum
  - Gnetum subsect. Gnetum - 2 espécies de árvores; Sudeste da Ásia, ilhas do Pacífico
    - Gnetum gnemon - Tibete, Yunnan, Assam, Indochina, ilhas Nicobar, Malásia, Indonésia, Filipinas, Nova Guiné, Melanésia, Micronésia
    - Gnetum costatum - Nova Guiné, ilhas Solomon

  - Gnetum subsect. Micrognemones - 2 espécies de lianas nas florestas tropicais da África Ocidental
    - Gnetum africanum - África central, desde os Camarões até Angola
    - Gnetum buchholzianum - África central, da Nigéria ao Zaire

  - Gnetum subsect. Araeognemones - 9 espécies de lianas; trópicos da América do Sul e da América Central - ituá
    - Gnetum camporum - Venezuela
    - Gnetum leyboldii - Costa Rica, Panamá, Venezuela, Colômbia, Equador, Peru, Amazónia (Brasil)
    - Gnetum nodiflorum - Guianas, Venezuela, Colômbia, Equador, Peru, noroeste do Brasil
    - Gnetum paniculatum - Guianas, Venezuela, noroeste do Brasil
    - Gnetum schwackeanum - Amazonas (Venezuela) (sul da Venezuela), noroeste do Brasil
    - Gnetum urens - Guianas, Venezuela, Peru, noroeste do Brasil
    - Gnetum venosum - estado de Bolívar, no sul da Venezuela, noroeste do Brasil
- Gnetum sect. Scandentia [Gnetum sect. Cylindrostachys] - cerca de 20 espécies de lianas; sul da Ásia
  - Gnetum subsect. Stipitati
    - Gnetum arboreum - Luzon (Filipinas)
    - Gnetum contractum - sul da Índia
    - Gnetum edule - southern India
    - Gnetum gracilipes - Yunnan + Guangxi (China)
    - Gnetum latifolium - Assam, maioria do Sueste Asiático, Nova Guiné, arquipélago de Bismarck
    - Gnetum montanum - Himalayas, sulda China, norte da Indochina
    - Gnetum oblongum - Bangladesh, Myanmar
    - Gnetum pendulum - Tibete, sul da China
    - Gnetum tenuifolium - Malásia Peninsular, Tailândia, Sumatra
    - Gnetum ula

  - Gnetum subsect. Sessiles
    - Gnetum acutum - Sarawak
    - Gnetum bosavicum - Papua Nova Guiné
    - Gnetum catasphaericum - sul da China
    - Gnetum chinense Yang, Liu & Zhang - sul da China
    - Gnetum cleistostachyum - sul da China
    - Gnetum cuspidatum - Indochina, Indonésia, Malásia, Filipinas
    - Gnetum diminutum - Bornéu
    - Gnetum formosum - Vietname
    - Gnetum giganteum - Guangxi (China)
    - Gnetum globosum - Pahang (Malásia)
    - Gnetum gnemonoides - Nova Guiné, Arquipélago de Bismarck, Indonésia, Filipinas
    - Gnetum hainanense - Sul da China
    - Gnetum klossii - Sabah
    - Gnetum leptostachyum - Laos, Tailândia, Vietname, Bornéu
    - Gnetum loerzingii - Sumatra
    - Gnetum luofuense - Fujian, Guangdong, Jiangxi
    - Gnetum macrostachyum - Indochina, Indonésia, Malásia, Nova Guiné
    - Gnetum microcarpum - Myanmar, Tailândia, Malásia, Bornéu, Sumatra
    - Gnetum neglectum - Bornéu
    - Gnetum oxycarpum - Sumatra
    - Gnetum parvifolium - Laos, Vietname, sul da China
    - Gnetum raya - Bornéu
    - Gnetum ridleyi - Malásia Peninsular

## Conservação
Algumas espécies de Gnetum estão em risco de extinção. Os habitats estão a ser removidos com as árvores a serem cortadas para criar espaço para agricultura e uranização. As florestas tropicais estão a ser destruídas, pelo que muitas das espécies estão a extinguir-se, com destaque para a espécie Gnetum oxycarpum. As florestas tropicais estão a ser destruídas e transformadas em terras agrícolas. O Gnetum vive apenas numa pequena parte da floresta tropical.

## Usos
A maioria das espécies de Gnetum são comestíveis, nomeadamente as sementes, que podem ser torradas, e as folhas que são usadas como legume. Não há qualquer notícia de perigo no consumo do fruto ou das sementes. A planta é colhida para produção de fibras.
São também conhecidas aplicações na medicina tradicional. Foi efectuado um estudo sobre a planta para verificar se tem propriedades medicinais, tendo sido encontrados alguns efeitos anti-coagulantes devido ao seu teor de estilbenoides. A família Gnetaceae é bem conhecida como uma fonte rica em estilbenoides derivados de plantas, semelhante ao que ocorre em famílias com as Cyperaceae, Dipterocarpaceae, Fabaceae e Vitaceae.

## Galeria

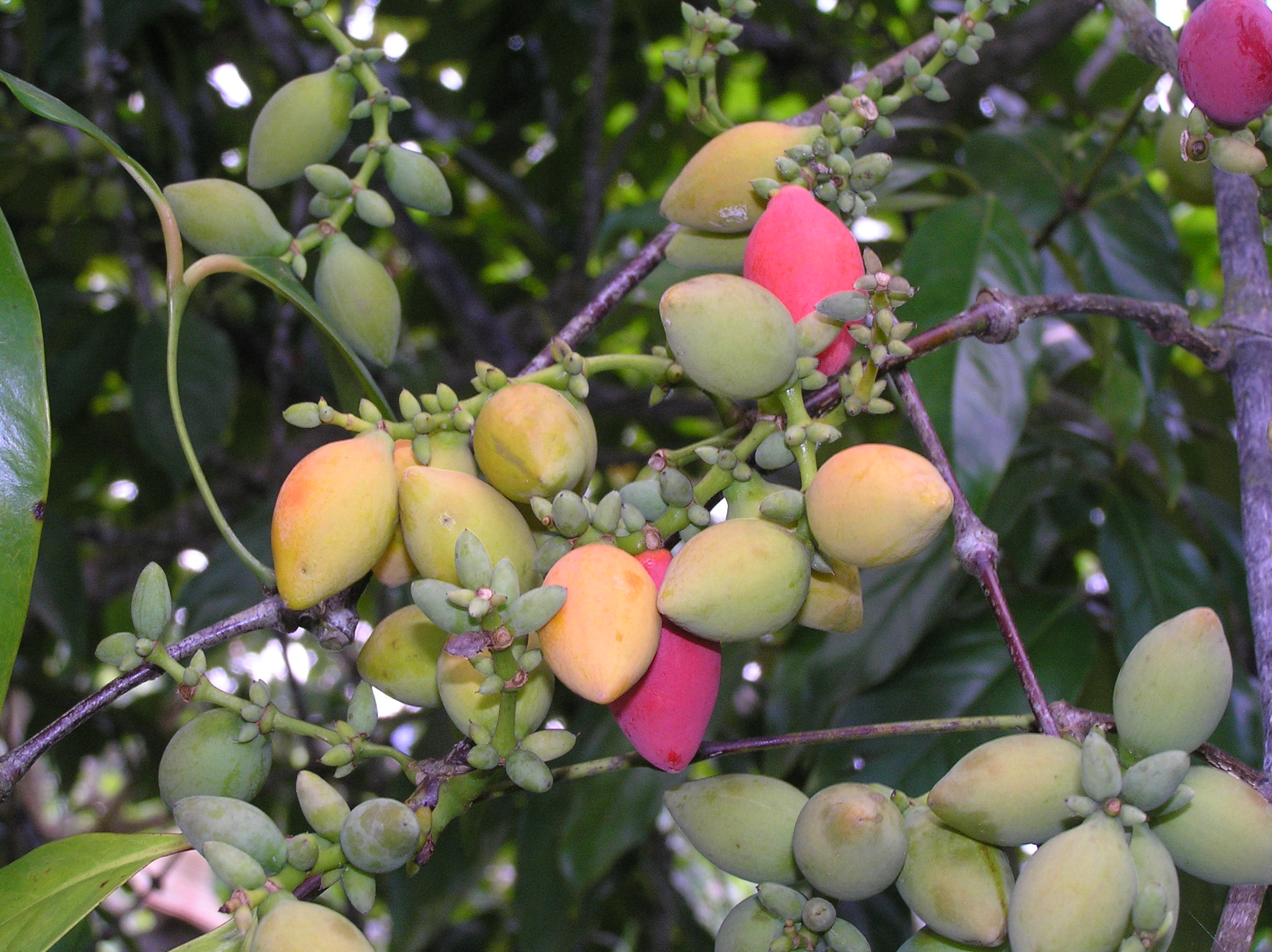
Cones feminino carpelados de Gnetum gnemon.
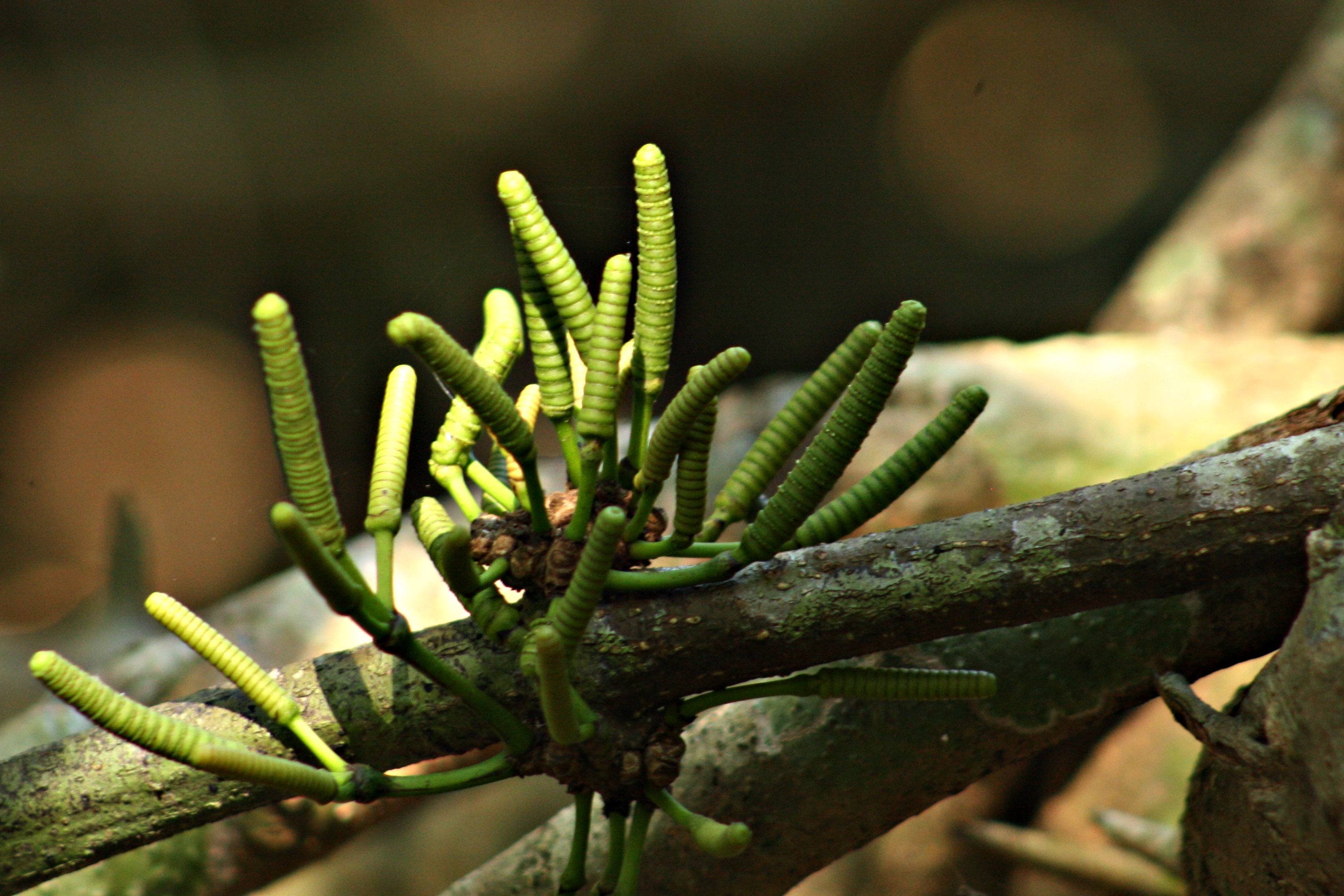
Cones masculinos estaminados de Gnetum latifolium.
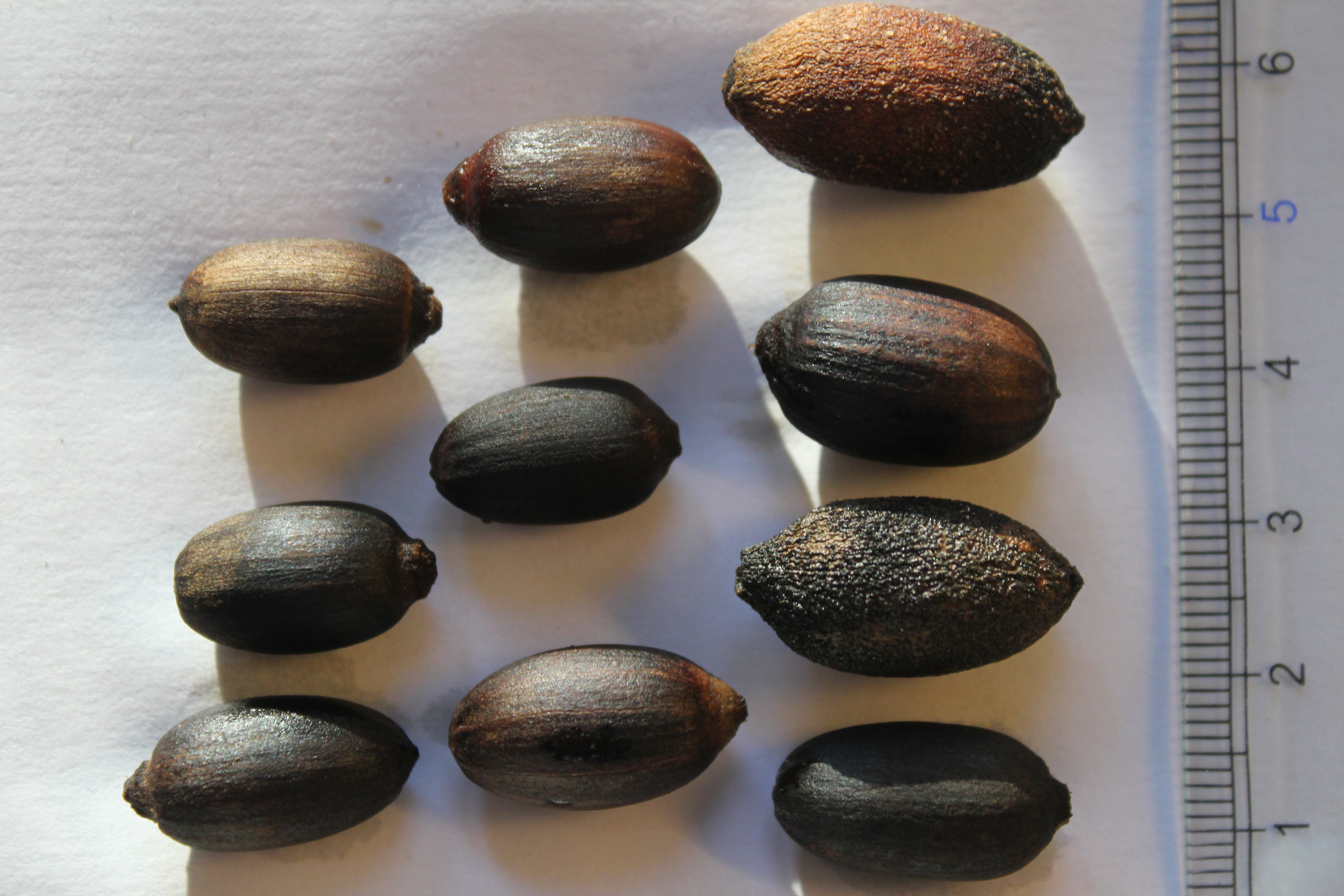
Sementes de Gnetum gnemon.
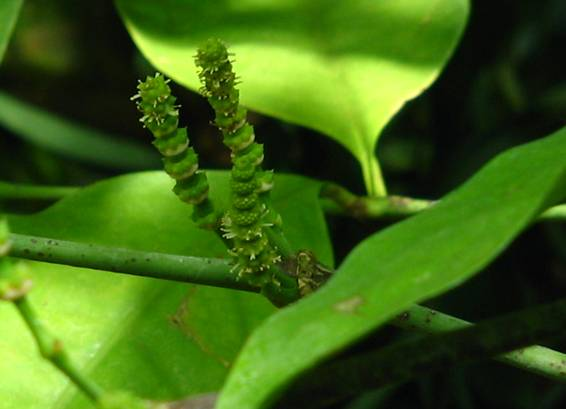
Secção Gnetum subsecção Gnetum: Gnetum gnemon, estróbilo masculino.
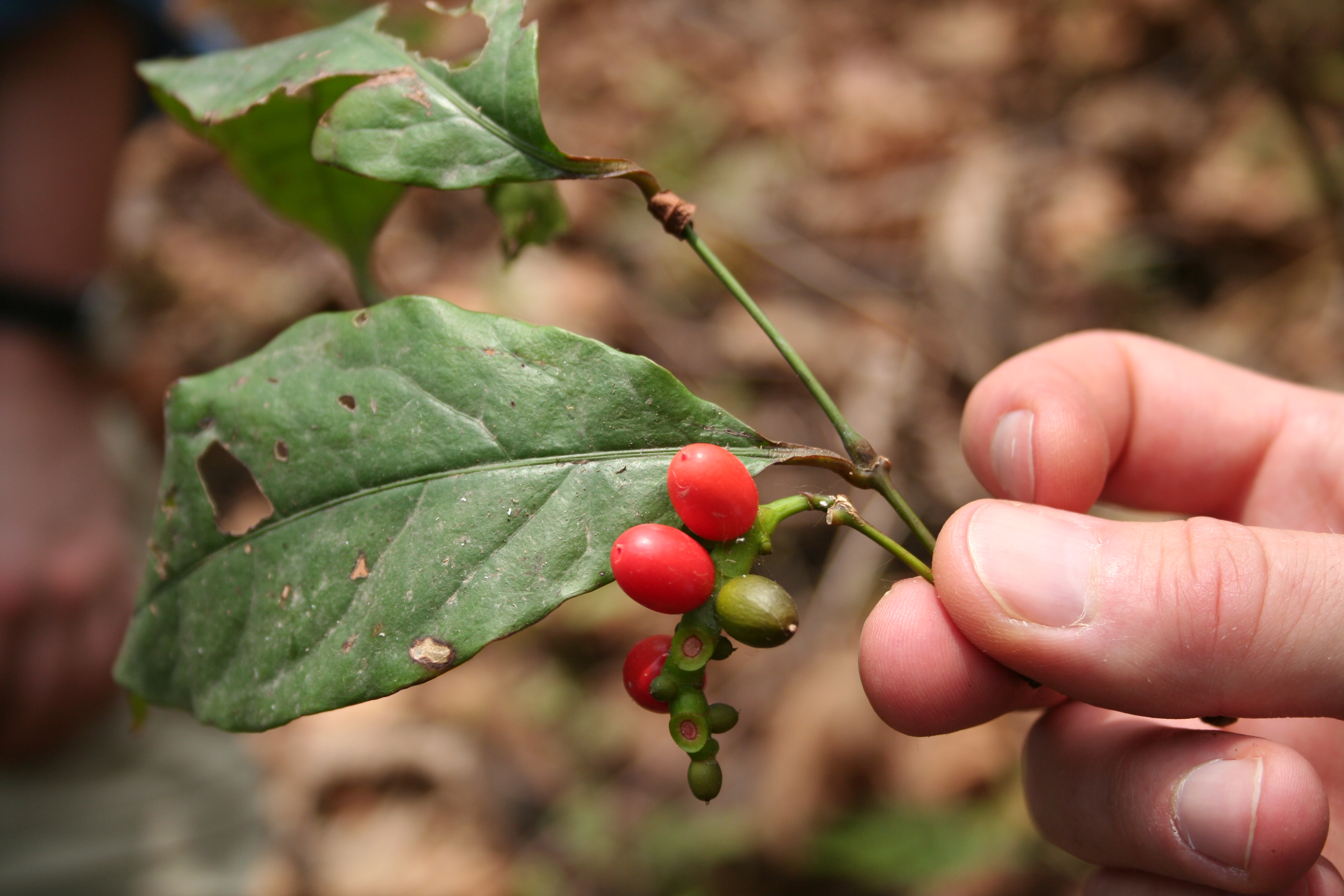
Secção Gnetum subsecção Micrognemones: Gnetum africanum.
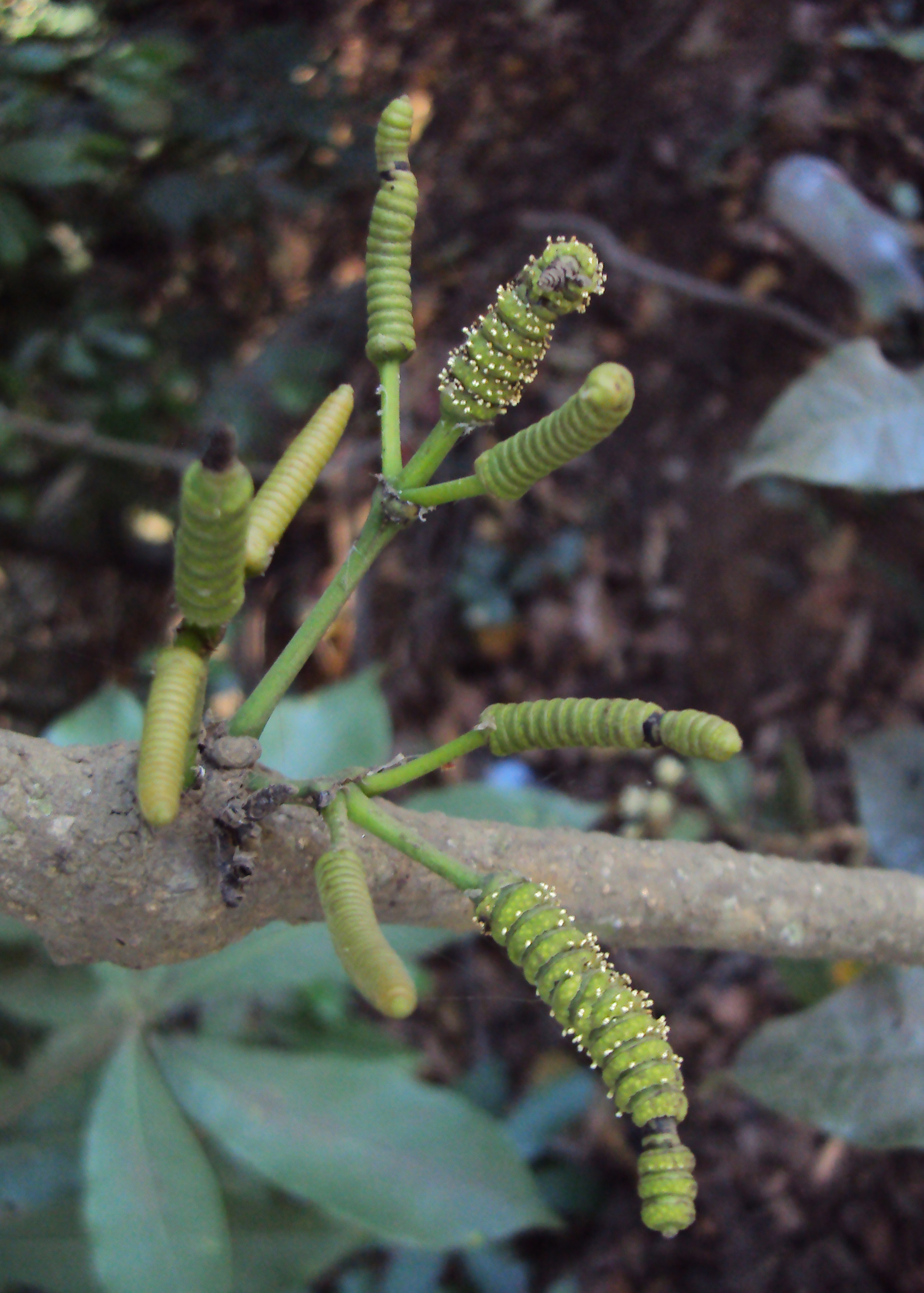
Secção Cylindrostachys: Gnetum latifolium.
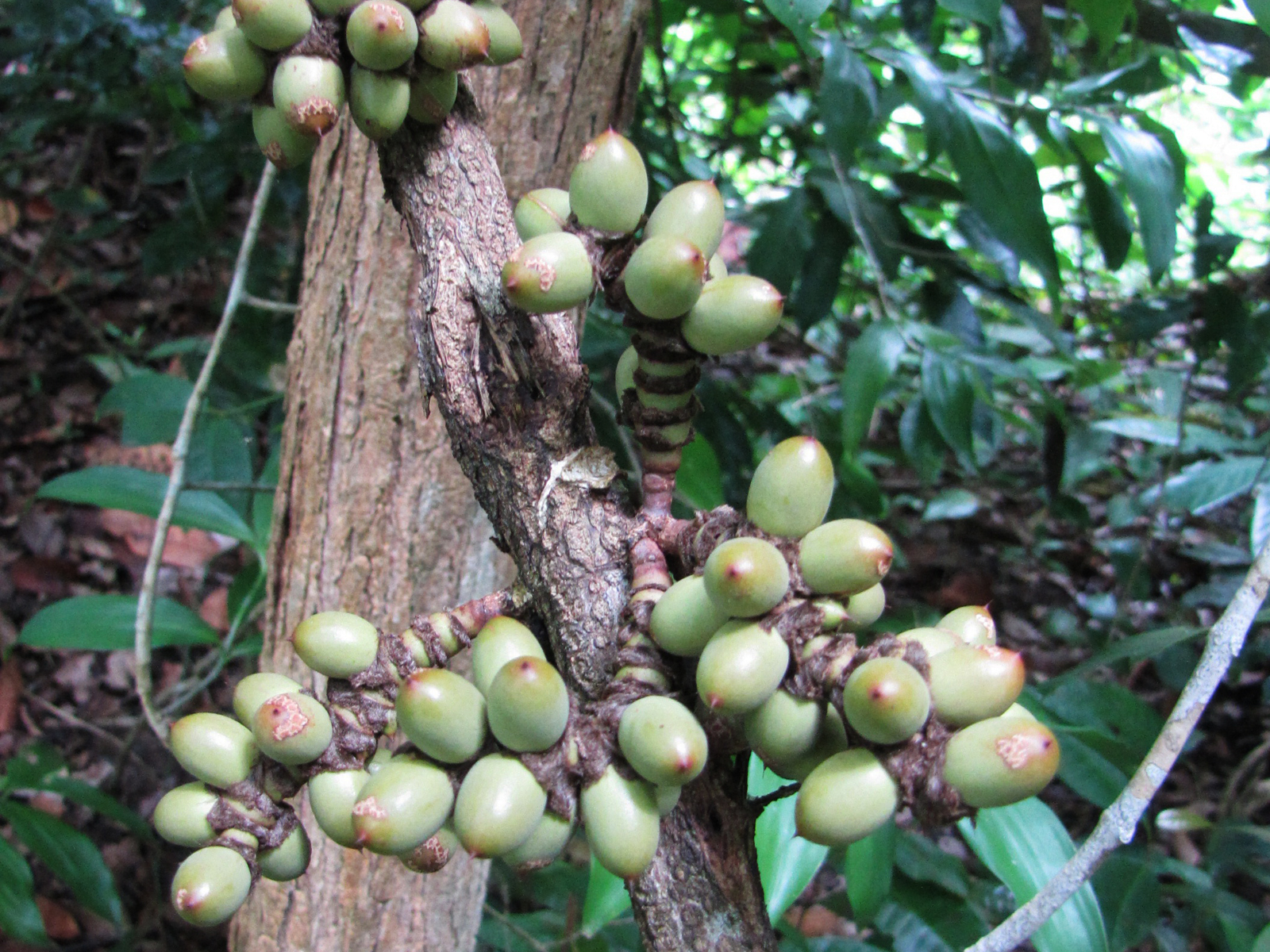
Secção Cylindrostachys: Gnetum macrostachyum.

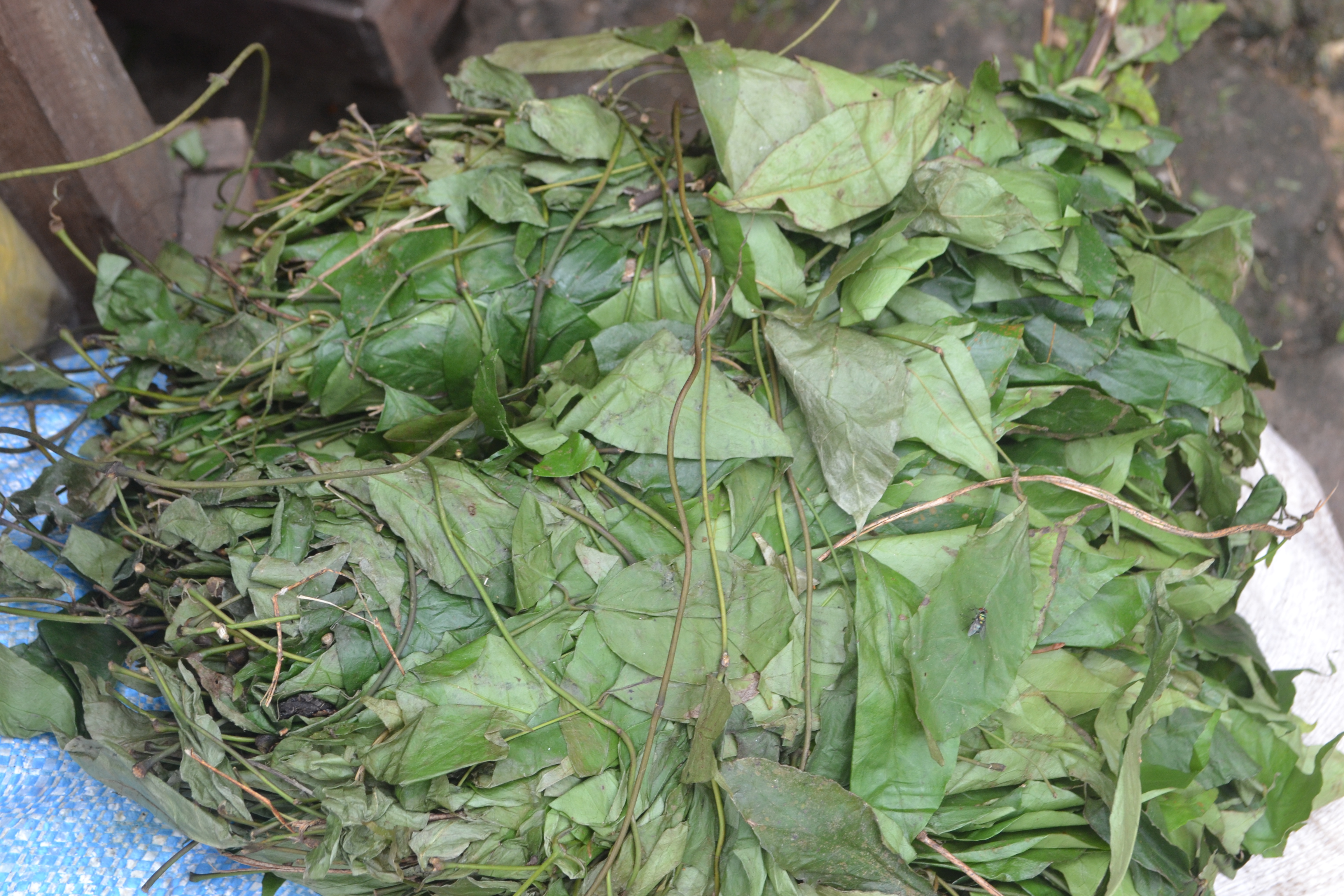
Folhas de Gnetum africanum preparadas para alimentação humana.
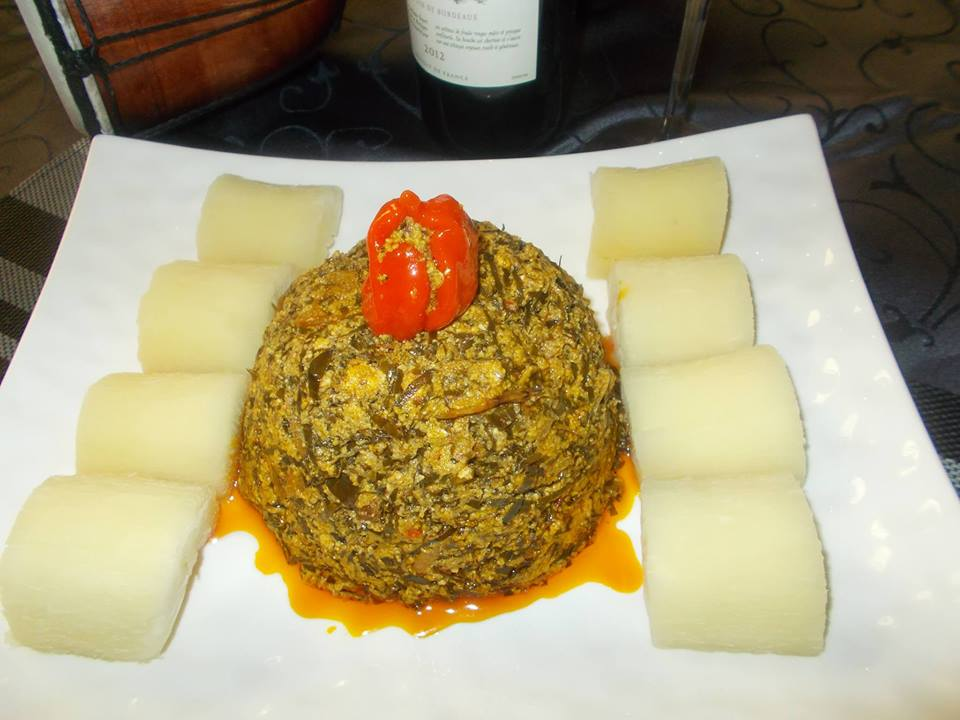
Gnetum preparado como okok (ou ikok), acompanhado por mandioca.